# Rakarrack
Rakarrack ist ein Gitarren-Effekte-Prozessor für GNU/Linux. Rakarrack vereint unterschiedliche Effekte in einem Programm, darunter Equalizer, Kompressor, Distortion, Overdrive, Echo, Chorus, Phaser, Flanger, Reverb, Harmonizer und Wah-Wah. Weiterhin ist die Simulation diverser Lautsprecher (Cabinets) wählbar. Das Programm enthält ca. 80 typische, von Musikern erstellte Presets, die von akustischem Klang bis zu extremer Verzerrung reichen. Fertige Presets und eigene Einstellungen können in Banks gruppiert werden. Die Bedienung von Rakarrack, z. B. Wechsel zwischen den Presets einer Bank sowie Änderung einzelner Parameter ist über MIDI möglich, wobei der Wechsel bei den Presets über einen Wechsel des Midi-Instruments (Midi: Program Change) erfolgt und die Zuordnung einzelner Parameter über die Klangbeeinflussung (Midi: Control Change) geschieht und auch gelernt werden kann. Rakarrack verfolgt den Ansatz, alle typischen Effektgeräte (Bodentreter) eines Gitarristen in Software abzubilden. Neben den Sound-Effekten verfügt das Programm daher über einen Tuner und einen MIDI-Konverter.
Ein großer Teil der Effekte basiert auf denen des Software-Synthesizers ZynAddSubFX.
Rakarrack benötigt die Pro-Audio-Schnittstelle JACK. Im typischen Einsatz erzeugt das Programm nur mäßige CPU-Last; der Betrieb mit Netbooks ist daher problemlos möglich.
Der Quellcode ist unter der GNU General Public License frei verfügbar. Die grafische Benutzerschnittstelle verwendet FLTK.